# Movimento Giustizia e Uguaglianza

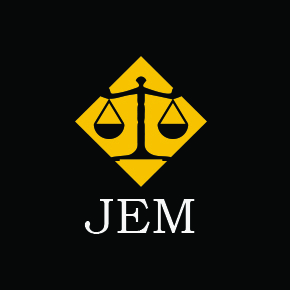
L'emblema del Movimento. La sigla JEM si riferisce alla sua dizione in lingua inglese (Justice and Equality Movement).

Il Movimento Giustizia e Uguaglianza o MGU (in arabo حركة العدل والمساواة‎?, Ḥarakat al-ʿAdl wa l-Musāwāt) o, all'inglese, Justice and Equality Movement (JEM), è un movimento politico e militare creato da ribelli coinvolti nel conflitto del Darfur, in Sudan.

Insieme ad altri gruppi di ribelli, come l'Esercito di Liberazione del Sudan, combatte contro la milizia dei Janjawid, sostenuta dal governo. il Movimento è membro del Fronte Orientale, una coalizione di ribelli attivi nell'est del Sudan, lungo il confine con l'Eritrea, ed è di ispirazione islamista.
Il 20 gennaio 2006, i portavoce del Movimento hanno dichiarato che il gruppo è confluito nel Movimento per la Liberazione del Sudan, formando l'Alleanza delle Forze Rivoluzionarie del Sudan Occidentale; tuttavia, nel maggio dello stesso anno l'MGU e l'SLM hanno partecipato separatamente ai colloqui di pace con il governo.